# Война буффонов
Война буффонов (спор о буффонах, фр. Querelle des Bouffons — скоморохи, шуты) — философско-музыковедческая дискуссия, состоявшаяся в Париже в 1752—1754 годах по поводу достоинств и недостатков французской и итальянской оперы, по существу превратившаяся в спор о старом и новом искусстве. В полемике приняли участие видные деятели эпохи Просвещения: Д. Дидро, Ж.-Ж. Руссо, Вольтер, Ф. М. Гримм и другие.
Считается, что дискуссия разгорелась после представления в Париже итальянской театральной труппой Э. Бамбини оперы Перголези «Служанка-госпожа», однако основные тезисы были изложены Гриммом за несколько месяцев до этой сенсационной постановки, в критической публикации «Письмо об „Омфале“» по поводу исполнения оперы А. К. Детуша «Омфала». Гримм подверг резкой критике французскую придворную оперу и высоко оценил итальянскую оперу-буффа. Позднее Руссо опубликовал «Письмо о французской музыке» с критикой эстетических принципов  французской музыкальной трагедии Ж. Б. Люлли. Война продолжилась памфлетом Гримма «Маленький пророк из Богемского Брода» и ответом Рамо в трактате «Наблюдения над нашей склонностью к музыке и о её основах».
В противовес традициям французской оперы эпохи классицизма участники полемики требовали от оперного искусства злободневных бытовых сюжетов, реальных персонажей, демократизации музыкального языка. Эти принципы легли в основу нового жанра французской комической оперы.